# MS-13
Mara Salvatruča, opšte poznata kao MS-13, je međunarodna kriminalna banda koja je nastala u Los Anđelesu u Kaliforniji tokom 1970-ih i 1980-ih. Prvobitno je banda bila osnovana radi zaštite salvadorskih imigranata od drugih bandi u oblasti Los Angelesa. Vremenom je banda prerasla u tradicionalniju kriminalnu organizaciju. MS-13 banda je definisana svojom okrutnošću i rivalstvom sa bandom 18. ulice.
Mnogi članovi MS-13 deportovani su u Salvador nakon završetka Salvadorskog građanskog rata 1992. godine, ili nakon hapšenja, što je omogućilo širenje bande u Centralnu Ameriku. Grupa je trenutno aktivna u mnogim delovima kontinentalnog dela Sjedinjenih Država, Kanade, Meksika i Centralne Amerike. Većina članova su Centralnoamerikanci, posebno Salvadorci.
Kao međunarodna banda, njena istorija je usko povezana sa odnosima Sjedinjenih Država i Salvadora. Tokom 2018. godine, ova banda je činila manje od 1% (10.000) ukupnog broja članova bandi u Sjedinjenim Državama (1,4 miliona), i imala je sličan udeo u ubijanju ljudi dejstvom bandi. Republikanska stranka Sjedinjenih Država često pominje ovu bandu u svom zagovaranju politike protiv imigranata.

## Opis

### Etimologija
Postoji neslaganje oko etimologije imena. Neki izvori navode da je banda nazvana po La Mari, ulici u San Salvadoru, i gerilcima Salvatruča koji su se borili u Salvadorskom građanskom ratu. Pored toga, reč mara u slengu Kaliče znači banda i preuzeta je od marabunta, naziva za borbenu vrstu mrava. „Salvatruča” može biti kombinacija reči Salvadorac i truča, kaličke reči za budnost. Izraz „Salvatručas” je objašnjen kao referenca na salvadorijske seljake obučene da postanu gerilski borci, koji se nazivaju „Nacionalno oslobodilačkim frontom Farabundo Marti”.

### Karakteristike
Centralnoamerikanci su glavna meta nasilja i pretnje nasiljem od strane MS-13 pripadnika. Mnoge žrtve su maloletnici. Maloletnici takođe čine većinu uhapšenih osumnjičenih osoba za ubistva koja su pripisana MS-13. Mnoge školske četvrti koje primaju centralnoameričke migrante oklevale su da prihvate tinejdžere bez pratnje kada su pristigli iz Centralne Amerike, što ih je ostavilo kod kuće i podložne regrutovanju u bande. Regrutovanje je često prisilno. U El Salvadoru se deca regrutuju tokom puta u školu, crkvu ili na posao. Mladi koji su uhapšeni iz bilo kojeg razloga obično postaju članovi jedne od bandi tokom zatočenja. Bande su poznate po svom nasilju i podkulturnom moralnom kodu koji se zasniva na nemilosrdnoj odmazdi. Aspiranti bivaju pretučeni tokom 13 sekundi kao inicijacija za pridruživanje bandi, ritual poznat kao „prebijanje”.
MS-13 često sprovodi javno nasilje. Čedomorstvo i femicid su uobičajeni, pri čemu Salvador ima treću najveću stope femicida na svetu. Tokom 2016. godine ubijena je jedna od 5.000 salvadoranskih žena. Pravno nekažnjavanje je ključni faktor. U slučajevima femicida samo 5% rezultira presudom. Nasilne odmazde ciljaju kako neprijateljske bande, tako i njihove porodice, prijatelje i komšije. Čitave porodice bivaju zatrte u pojedinačnom napadu, bez obzira na starosno doba. Autobusi puni putnika iz pogrešnih delova grada bivaju spaljeni u sred dana. Policijsko osoblje, vladini službenici i društvene organizacije su takođe česta meta. Napadi poput ovih doveli su do toga da je Vrhovni sud Salvadora odobrio klasifikaciju bandi kao terorističkih organizacija.
Ova surovost uglednih članova „Marasa“ ili „Marerosa“ zaradila im je regrutuju u kartel Sinaloa koji se bori protiv Los Zetasa u tekućem ratu narko kartela u Meksiku. Njihove široke aktivnosti privukle su pažnju FBI i ICE, koji su pokrenuli široke racije protiv poznatih i osumljičenih članova bandi, uhapsivši stotine članova širom Sjedinjenih Država. U intervjuu sa Bilom Riterom krajem 2017. godine, njujorška okružna tužiteljica okruga Naso, Madelin Singas, govoreći o zločinima koje su počinili pripadnici bande MS-13, izjavila je: „Zločini o kojima govorimo su brutalni. Njihovo preferentno oružje je mačeta. Nalazimo ljude sa povredama koje nikada ranije nisam videla. Znate, odrubljeni su im udovi. I tako izgledaju tela koja nalazimo. Dakle, oni su brutalni. Nemilosrdni su, i mi ćemo biti neumoljivi u našim napadima na njih.” Izbor mačete je u kontrastu s drugim bandama, koje radije koriste vatreno oružje. Zvaničnici navode da banda ima ambicije da postane „nacionalni brend” sa organizacijom koja će se podudarati sa mafijom ili meksičkim narko kartelima i procenjuju da je njeno članstvo poraslo za nekoliko hiljada u poslednjoj deceniji, i da su prisutni u četrdeset država.
Mnogi članovi Mara Salvatruča pokrivaju tela tetovažama, uključujući i lice. Uobičajene oznake uključuju „MS”, „Salvatruča”, „đavolje rogove” i naziv njihove klike. Do 2007. godine banda se udaljavala od tetovaža na licu kako bi mogli da počine zločine, a da ne budu identifikovani.
Pripadnici Mara Salvatruča, poput članova većine modernih američkih bandi, koriste sistem znakova ruku u svrhu identifikacije i komunikacije. Jedan od najčešće prikazanih je „đavolova glava” koja formira „M” kada je prikazano naglavačke. Ovaj ručni znak sličan je simbolu koji obično prikazuju hevi metal muzičari i njihovi fanovi. Osnivači Mara Salvatruča pozajmili su znak ruke nakon što su prisustvovali koncertima heavi metal bendova.
Bande MS-13 u Sjedinjenim Državama slabo su povezane jedna sa drugom i njihove aktivnosti pretežno određuju lokalni uslovi. U Salvadoru, banda je u većoj meri centralizovana i povezana.

## Literatura
- Adams, Jennifer J. and Jesenia M. Pizarro, PhD. „MS-13: A GANG PROFILE” (PDF). Journal of Gang Research. 16 (4). лето 2009. Архивирано из оригинала (PDF) 16. 11. 2015. г. Приступљено 25. 11. 2019.
- Arana, Ana (2005). „How the Street Gangs Took Central America”. Foreign Affairs. 84 (3): 98—110. JSTOR 20034353. doi:10.2307/20034353.
- De Amacis, Albert (MPMM, MPIA). "Mara Salvatrucha (MS-13) And Its Violent World" (Archive). University of Pittsburgh Graduate School for Public and International Affairs, Independent Study October 9, 2010.
- Federico Brevé "The Maras: A Menace to the Americas", Military Review, July–August 2007.
- Tom Diaz (2009). No Boundaries: Transnational Latino Gangs and American Law Enforcement. Архивирано на веб-сајту  (16. јун 2019), Ann Arbor, Mich.: University of Michigan Press,
- Samuel Logan (2009). This Is for the Mara Salvatrucha: Inside the MS-13, America's Most Violent Gang. Спољашња веза у |title= (помоћ)
- UNODC, May 2007; Washington Office on Latin America and the Instituto Tecnológico Autónomo de México (ITAM) Transnational Youth Gangs in Central America, Mexico and the United States, March 2007.
- Ward, Thomas W. (2013). Gangsters Without Borders: An Ethnography of a Salvadoran Street Gang. New York: Oxford University Press. ISBN 978-0-19-985906-1.

## Spoljašnje veze
- Strohm, Chris (1. 8. 2005). „DHS touts success of anti-gang operation”. GovExec.com. Архивирано из оригинала 03. 03. 2006. г. Приступљено 14. 3. 2006.